# Inwijdingsritueel
Inwijdingsritueel (Engels: Rite of Passage) is een sciencefictionroman uit 1968 van de Amerikaanse schrijver Alexei Panshin. De roman werd uitgegeven in de eerste serie van Ace Science Fiction Specials en won in 1969 de Nebula Award. In 1977 verscheen een Nederlandse vertaling in de Scala SF-reeks.

## Verhaal
Na de vernietiging van de aarde in 2041 heeft de mensheid zich verspreid over honderden planeten. Daartussen zwerven enorme ruimteschepen rond die wetenschappelijke kennis inruilen voor grondstoffen. Op een van deze schepen woont Mia Havero die in 2198 twaalf jaar geworden is. Op veertienjarige leeftijd zal ze getest worden en moet ze een maand zonder hulp overleven in de wildernis van een koloniewereld. Hoewel Mia veel heeft gestudeerd en geleerd over filosofie, economie en overleving, zal ze merken dat ze zichzelf de meest vitale lessen moet aanleren.